# Petropawlowsk (Schiff, 1899)
Die Petropawlowsk (russ.: Петропавловск) war ein Einheitslinienschiff der Kaiserlich Russischen Marine, das Typschiff ihrer Klasse. Schwesterschiffe waren die Sewastopol und die Poltawa. Alle drei gingen im Russisch-Japanischen Krieg 1904–1905 verloren: Die beiden ersteren wurden versenkt, die Poltawa wurde von Japan erbeutet.

## Technik

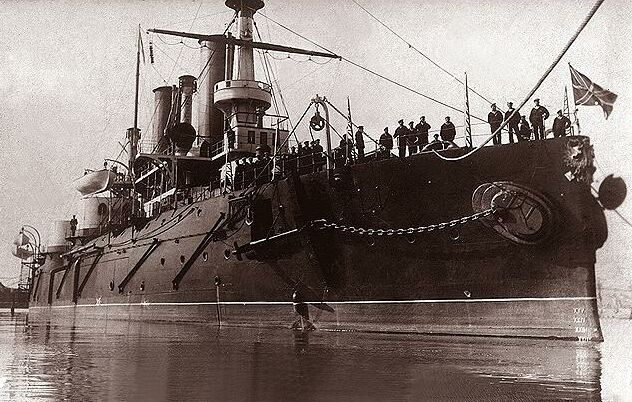
Nahaufnahme des Vorschiffs

Die Petropawlowsk war benannt nach der Stadt Petropawlowsk auf Kamtschatka, die im August 1854 während des Krimkriegs von den Russen erfolgreich verteidigt wurde. Sie wurde im Mai 1892 auf der Galerny-Werft, später Neue Admiralitätswerft, in Sankt Petersburg auf Kiel gelegt, lief im November 1894 vom Stapel. Im Oktober 1897 verlegte die Petropawlowsk aus Sankt Petersburg nach Kronstadt, um ausgerüstet zu werden. 1898 wurden die Kanonen installiert. Sie verbrachte dann den Winter in Libau, da dort im Winter zumindest einige Testmöglichkeiten bestanden, während das Arsenal in Kronstadt vom Eis eingeschlossen war. 1899 kehrte sie nach Kronstadt zurück, wo sie in Dienst gestellt wurde.
Die Petropawlowsk war 112,5 m lang, 21,3 m breit, 8,6 m tief und verdrängte 11.354 Tonnen (Konstruktion). Das Schiff war bewaffnet mit vier 30,5-cm-Geschützen in zwei Doppeltürmen, zwölf 15,2-cm-Geschützen in vier Doppeltürmen und vier Einzellafetten, zehn 4,7-cm-Geschützen und 28 3,7-cm-Kanonen sowie sechs Torpedorohren (die vier seitlichen unter der Wasserlinie, Bug- und Heckrohr über Wasser hatten einen größeren Durchmesser). Die Besatzung bestand aus 662 Mann, die Höchstgeschwindigkeit betrug 17 Knoten.

## Einsatzgeschichte
Am 5. Oktober 1899 begann die Petropawlowsk die Verlegung in den Fernen Osten zum Pazifischen Geschwader. Der spätere Admiral und Befehlshaber von gegenrevolutionären Truppen, Alexander Wassiljewitsch Koltschak, war erster Wachoffizier an Bord, der im Nordpazifik hydrologische Experimente durchführen sollte. Im Mittelmeer traf Koltschak auf Eduard von Toll, der ihm die Teilnahme an seiner Expedition mit dem Schoner Sarja in arktische Gewässer vorschlug und dem er sich anschloss. Die Petropawlowsk erreichte Port Arthur am 28. April 1900 und wurde das Flaggschiff von Vizeadmiral Skrydlow und des Pazifischen Geschwaders. 1900 bis 1901 nahm das Schiff an der Niederschlagung des Boxeraufstandes in China teil. Sie transportierte Truppen und Artillerie von Port Arthur nach Taku. Im Oktober 1902 übernahm Konteradmiral Stark das Kommando des Pazifischen Geschwaders weiterhin auf der Petropawlowsk. Im Jahr 1903 nahm sie an allen Fahrten des Geschwaders teil und besuchte unter anderem Chemulpo und Wladiwostok.

### Russisch-Japanischer Krieg
In der Nacht zum 9. Februar 1904 lag die Petropawlowsk wie die Mehrzahl der Schiffe des Pazifischen Geschwaders im äußeren Hafen von Port Arthur vor Anker. Dort wurde das Geschwader von einer Flottille japanischer Torpedobootszerstörer angegriffen. Die Russen waren auf diesen Angriff nicht vorbereitet. Sie hatten jedoch ihre Torpedoschutznetze ausgebracht, was den Schaden auf ein Minimum beschränkte, obwohl der Angriff erhebliche Verwirrung auslöste. Die Petropawlowsk wurde nicht beschädigt. Getroffen wurden zwei Linienschiffe, die Zessarewitsch und die Retwisan, sowie der Kreuzer Pallada.
Am folgenden Tag griff die japanische Flotte mit sechs Linienschiffen und neun Kreuzern unter dem Kommando von Admiral Togo das vor Anker liegende Geschwader an und es kam zu einem 40-minütigem Feuerwechsel. Danach brachen die Japaner den Beschuss ab und die Russen folgten nicht. Die Petropawlowsk feuerte zwanzig 30,5-cm- und achtundsechzig 15,2-cm-Geschosse ab und wurde selbst von drei Geschossen (zwei 30,5 cm und ein 15,2 cm) getroffen. Ein Matrose wurde getötet und vier wurden verwundet. Die Schäden am Schiff waren unbedeutend.
Die Inaktivität der russischen Flotte in den folgenden Monaten und andere Ereignisse führten zum Rücktritt von Admiral Oskar Wiktorowitsch Stark und der Ernennung von Vizeadmiral Makarow im Februar 1904 zum Kommandeur des Geschwaders, der die Petropawlowsk zum Flaggschiff wählte. Makarow erreichte Port Arthur am 24. Februar 1904 und begann sofort mit der Durchführung erster Manöver, um seine Schiffe auf die bevorstehende Konfrontation mit der modernen japanischen Marine vorzubereiten. Während des folgenden Monats führte das Schiff fünf kurze Vorstöße durch, um das Zusammenwirken zu üben.

### Der Untergang derPetropawlowsk

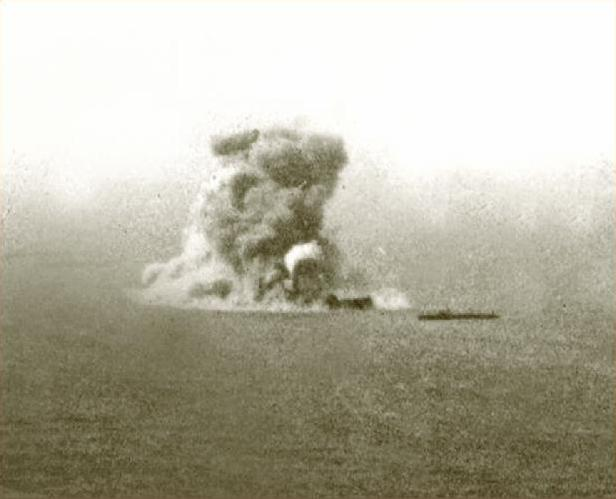
Die Explosion der Petropawlowsk

Nachdem er mit seinem Vorhaben, das russische Geschwader in Port Arthur durch Versenkung von Blockschiffen in der Hafeneinfahrt zu blockieren, gescheitert war, plante Togo nun die Blockade der Einfahrt durch ein Minenfeld. Der Minenleger Koru-Maru begann in der Nacht zum 31. März mit der Ausbringung von Minen nahe der Einfahrt. Gesichert wurde er dabei durch vier Zerstörergruppen. Die Russen bemerkten die Schiffe, hielten sie aber für eigene Zerstörer.
Anders als sein Vorgänger Stark verfolgte Makarow angreifende japanische Kriegsschiffe und hielt seine Schiffe in Gefechtsbereitschaft an der Ausfahrt von Port Arthur. Als japanische Kreuzer im März die Hafenstadt beschossen, erwiderten seine Kreuzer das Feuer derart heftig, dass sich die Japaner zurückzogen. Als die Japaner im gleichen Monat versuchten, Blockschiffe in die Einfahrt zu bringen, liefen die russischen Kreuzer sofort aus und die Begleitschiffe der Blockschiffe flohen.
Am Morgen des 13. April 1904 (31. März 1904 nach altem russischem Kalender) kehrte der russische Zerstörer Strasny von einer Sicherungsfahrt zurück, als er von japanischen Zerstörern angegriffen wurde. Makarow entsandte sofort den Panzerkreuzer Bajan, um in das sich entwickelnde Zerstörergefecht einzugreifen, während er mit drei Linienschiffen (Petropawlowsk, Pobeda, Pereswet), drei weiteren Kreuzern (Askold, Diana, Nowik) und einer Zerstörergruppe folgte, um japanische Kriegsschiffe zu stellen.
Die japanischen Schiffe zogen sich etwa 15 Meilen weiter nach See zurück, um auf ihre schweren Einheiten zu treffen. Makarow fehlte nun die Unterstützung der Küstenbatterien, so dass er wendete und hoffte, die Japaner würden ihm in deren Reichweite folgen. Nahe der Hafeneinfahrt lief sein Flaggschiff Petropawlowsk auf eine Mine, die zuerst die Torpedos im Bugraum des Schiffes und danach sämtliche Kessel und Munitionskammern zur Explosion brachte. Das Schiff sank innerhalb von zwei Minuten; mit ihm Admiral Makarow, der Kommandant und namhafte Polarforscher Michail Wassiljew, der bekannte Schlachtenmaler Wassili Wereschtschagin und der Großteil der 662 Mann Besatzung. Rettungsboote der anderen Schiffe versuchten, Schiffbrüchige zu retten, die im Wasser schwammen. Etwa 80 Männer konnten gerettet werden, darunter Kapitän Jakowlew und Großfürst Kyrill Wladimirowitsch Romanow, ein Cousin des Zaren Nikolaus II., der 1924 bis 1938 Oberhaupt der Romanows im Exil wurde. Admiral Makarow wurde nicht gefunden. Er starb mit zehn Mitarbeitern seines Stabes. Insgesamt starben 18 Offiziere und 620 Mann.
Der Untergang der Petropawlowsk hatte einen sehr negativen Einfluss auf die Moral und die Einsatzfähigkeit des Pazifischen Geschwaders, das am 17. April das Erste Pazifikgeschwader wurde. Die Flotte verlor nicht nur ein gutes Linienschiff, sondern mit Vizeadmiral Makarow auch einen der begabtesten Führer und Taktiker, der von den Offizieren und Mannschaften geachtet und geliebt wurde. Bis zum Ende des Krieges konnte er nicht adäquat ersetzt werden.

## Ehrenmale

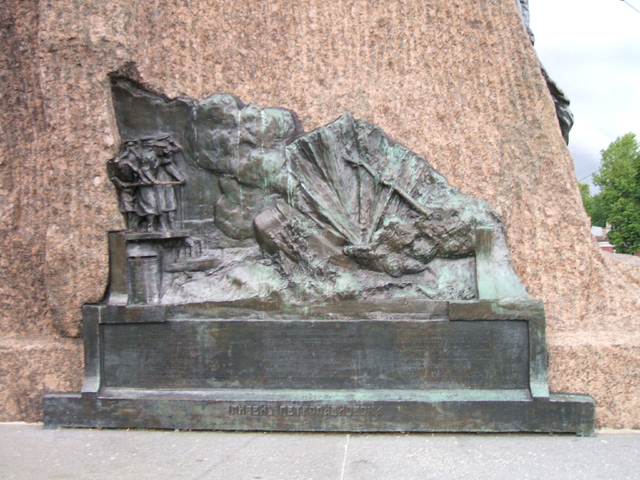
Relief mit der Darstellung des Untergangs der Petropawlowsk

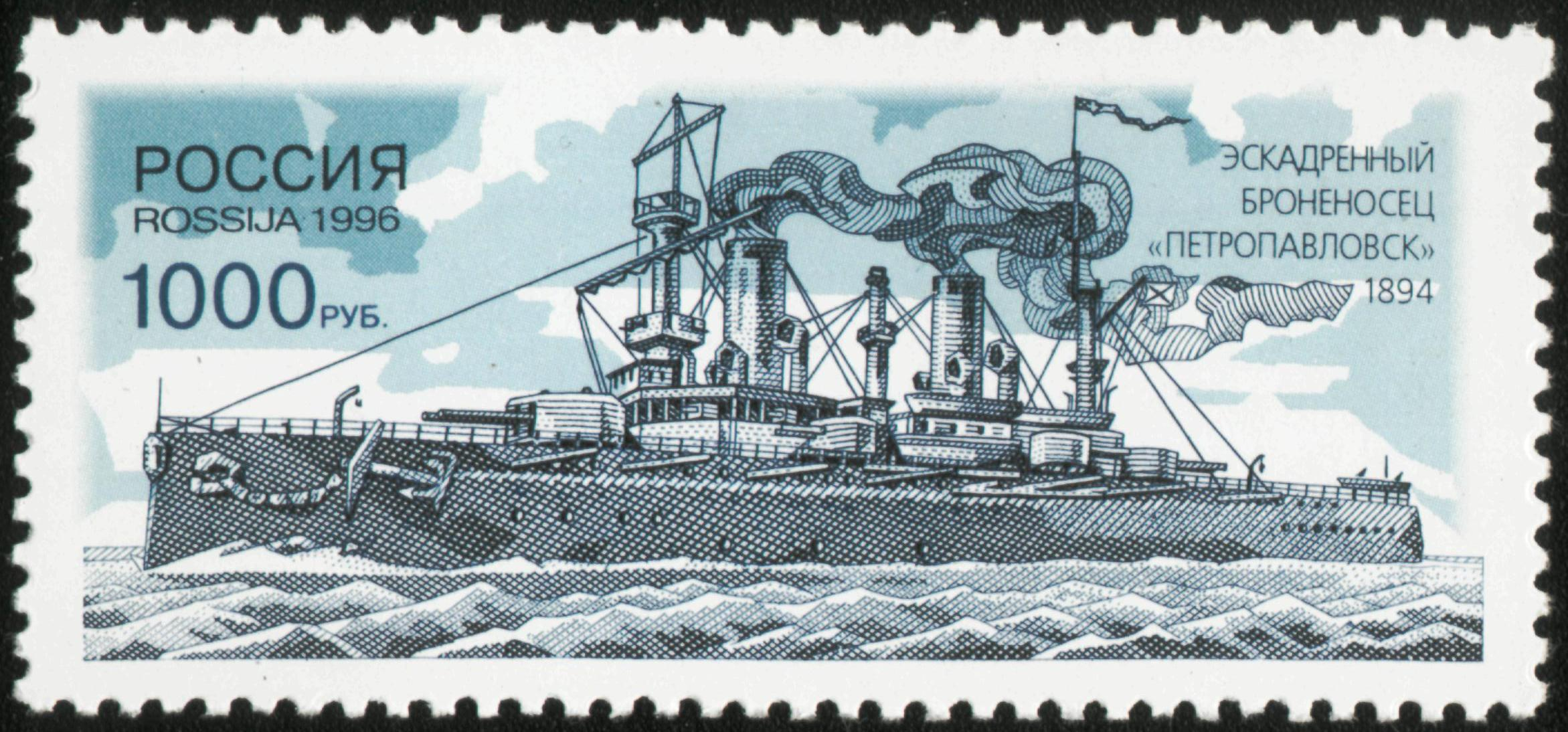
Russische Sonderbriefmarke von 1996

Am 24. Juni 1913 wurde ein Ehrenmal für Stepan Makarow in Kronstadt errichtet. Auf ihm wird der Untergang der Petropawlowsk auf einem Relief dargestellt.
Anlässlich des 100. Jahrestages ihres Untergangs wurde eine Erinnerungstafel aus Messing zu Ehren der Gefallenen in der Marinekathedrale Sankt Nikolaus in Sankt Petersburg angebracht.